# ピンキーストリート
ピンキーストリート (Pinky:st.) は、VANCE PROJECTによるドールフィギュア。全高約10cm。原型制作は金谷ゆうき。発売はGSIクレオス。2003年4月23日発売開始。
人体が5個から6個の付け換え可能な部品で構成されており、各部品を付け換えることで服装や髪型を変えられる。可愛らしさと部品を換装するだけで自分だけの人形を作れる簡易さが受け、フィギュアと縁の薄かった女性や子供にも人気のある間口の広い製品となっている。漫画化、ドラマCD化、グッズ化、アニメ化、ゲーム化も果たした。ワンダーフェスティバルではGSIクレオスから限定商品が発売されることがある。

## 製品一覧

### Pinky:st. ストリートファッション
最初に発売されたシリーズ。数字の後に英字が付くのはリペイント版。声は後述のドラマCDでのもの。
- 1期 - PK001・よしこ（声：清水愛）、PK002・スゥ（声：浅野真澄）、PK003・たまえ（声：斎藤千和）
- 2期 - PK004・萌（声：能登麻美子）、PK005・ココロ（声：小林由美子）、PK006・着せ替えセットI
- 3期 - PK007・はな（声：植田佳奈）、PK008・リサ（声：加藤奈々絵）、PK009・レイナ（声：渡辺明乃）
- 4期 - PK010・すみれ、PK011・ルイ、PK012・さっちん
- 5期 - PK013・ミーコ、PK014・マキ、PK015・着せ替えセットII（発売未定）
- 6期 - PK016・あこ、PK017・オーハラ、PK018・ミキミキ
- 7期 - PK019・ちか、PK020・あやめ、PK021・サンドラ（愛称サンディ）
- 8期 - PK022・ヤスコ、PK023・くるみ、PK024・メグ
- 9期 - PK025、PK026、PK027
- 10期 - PK028、PK029、PK030
- 11期 - PK031、PK032、PK033
- PK001A〜014A, PK001B〜PK006B（リペイント版）
- PKB001〜003 ピンキーベース（ブラック、ピンク、クリア）※各色とも2種類のマーク付き各1枚と、マークなし2枚の4枚が同梱。

販売店/イベント限定品
- MCC With PINKY:ST. ver.1 - 全2種 ※MONO COMME CA限定
- MCC With PINKY:ST. ver.2 - 全1種 ※MONO COMME CA限定
- Pinky:Party2006 ※GoFa限定
- Pinky:SHOW TIME! #001 ※アニメイト、イベント限定 ※販売元：フロンティアワークス

ドラマCD&PK001よしこ（流し目Ver.）制服ボディ+ジャージボディのセット。アニメイト版はえんじ色、イベント版は緑とジャージの色が違う。
- Pinky:SHOW TIME! #002 ※アニメイト、イベント限定 ※販売元：フロンティアワークス

ドラマCD＆PK004萌+アニメ店長バイザー、エプロン、ジャージ上半身のセット。
- ワンダーフェスティバル2005冬スペシャル PKW2005
- ワンダーフェスティバル2006夏限定バージョン ※Pinky:Party2006のリペイント
- ネコのお面 ※ワンダーフェスティバル2006夏限定 ゆかた2種類購入時の特典
- ワンダーフェスティバル2007夏限定「よいこの武器セット」PKS2007
- ワンダーフェスティバル2008夏限定「わくわく夏期講習セット」PKS2008

プライズマシン専用景品（非売品）
- ピンキーアミューズ スペースインベーダーVer. 全4種 ※販売元：タイトー
- ピンキーアミューズ ポストペットファンファクトリーVer. 全4種 ※販売元：タイトー
- Pinky:st. SUPER LOVERS ver. 全3種 ※販売元：バンプレスト

でかピンキー
- よしこ&萌 ※ワンダーフェスティバルなどのイベントで受注・販売された、全高約30cmの大型Pinky:st.で通称「でかピン」。ポリストーン製の塗装済み完成品。

### Pinky:cos 仮装
- PC001 惣流・アスカ・ラングレー&綾波レイ（新世紀エヴァンゲリオン）
- PC002 ゆかた 座り姿Ver.（過去にレジンキャスト製フィギュアとして発売されたもののリメイク）
- PC003 ゆかた 立ち姿Ver.

販売店/イベント限定品
- PC1001 アニメ店長（アニメイト） ※アニメイト限定品
- PC1002 BL担当アルバイトVer.（アニメイト） ※アニメイト限定品
- PC1003 アニメ店長2PカラーVer.（アニメイト） ※アニメイト限定品
- PKW2007 WF限定 冬の思い出セット 惣流・アスカ・ラングレー+綾波レイ（新世紀エヴァンゲリオン）※ワンダーフェスティバル2007冬限定品、別パッケージのセット販売だった。

### P:キャラ.
他作品との提携による製品。 
- PC2001 アルクェイド（月姫）※アルクPinkyファンタブックに付属
- PC2005 不知火舞&麻宮アテナ（ザ・キング・オブ・ファイターズ）※KOF10周年記念モデル（2Pカラー）はプレゼント抽選。不知火舞と麻宮アテナは別パッケージとなっていた。
- PC2006 春麗&さくら（ストリートファイターシリーズ）
- PC2007 真宮寺さくら（サクラ大戦）
- PC2011 レベッカ&アヴリル（ワイルドアームズ ザ フィフスヴァンガード）
- PC2012 綾波レイ “世界の中心でアイを叫んだけもの” Ver.（新世紀エヴァンゲリオン）
- PC2013 惣流・アスカ・ラングレー “アスカ、来日” Ver.（新世紀エヴァンゲリオン）
- PC2014 涼宮ハルヒ（涼宮ハルヒの憂鬱）
- PC2015 朝比奈みくる（涼宮ハルヒの憂鬱）
- PC2016 長門有希（涼宮ハルヒの憂鬱）
- PC2017 鶴屋さん（涼宮ハルヒの憂鬱）
- PC2018A 紺野真琴 放課後バージョン（時をかける少女） ※月刊ニュータイプ誌上限定版
- PC2018B 紺野真琴 通学路バージョン（時をかける少女） ※キャラアニ限定版
- PC2019 モンスターハンター レイア装備（モンスターハンター）
- PC2020 モンスターハンター ボーン装備（モンスターハンター）
- PC2021 モンスターハンター アンダーウエア（モンスターハンター）
- PC2022A 灼眼のシャナ “黒髪” Ver.（灼眼のシャナ） ※電撃15年祭会場販売
- PC2022B 灼眼のシャナ “炎髪” Ver. ※コミック電撃大王、電撃屋通販限定
- PC2023 草薙水素（スカイ・クロラ）
- PC2024 函南優一（スカイ・クロラ） ※一般流通では初の男子キャラクター
- PC2026 篠原夏希（サマーウォーズ）
- PC2027A 花戸小鳩 お着物ver.（こばと。） ※月刊ニュータイプ誌上限定版
- PC2027B 花戸小鳩 TVオープニングver.（こばと。）
- PC2028 黒沼爽子（君に届け）
- 棗亜夜（天上天下）※『天上天下×Pinky:st. THE GREATEST TAG BOXXX!!!!! Round.01 亜夜』に小冊子、ポストカードと同梱
- 棗真夜（天上天下）※『天上天下×Pinky:st. THE GREATEST TAG BOXXX!!!!! Round.02 真夜』に小冊子、ポストカードと同梱
- 五十鈴絵美（天上天下）※『天上天下×Pinky:st. THE GREATEST TAG BOXXX!!!!! Round.03 五十鈴』に小冊子、ポストカードと同梱
- 朝倉音夢&白河ことり（D.C. 〜ダ・カーポ〜） ※発売未定
- 本田透（フルーツバスケット） ※『花とゆめ』誌上通販
- ヘンリエッタVer.（GUNSLINGER GIRL） ※『コミック電撃大王』と同作4巻、『フィギュアマニアックス』の通販
- 野山野林檎（エア・ギア） ※同作12巻特別版『エア・ギア×Pinky:st. PERFECT GEAR BOX 01 RINGO』に同梱
- 鰐島亜紀人⇔咢（エア・ギア） ※同作13巻特別版『エア・ギア×Pinky:st. PERFECT GEAR BOX 02 AGITO』に同梱、シリーズを通して初の男子キャラクターだった。

### rm:Pinky
村田蓮爾のデザイン。
- rmp001.なづな
- rmp002.まゆら
- rmp003.カイネ

### Pinky:Q
チョロQとの提携作。
- ピンキー with ラビットスクーター（通常版/リペイント版）
- ピンキー with メッサーシュミットKR200

### MARS SIXTEEN×Pinky st.
MARS SIXTEENとのコラボTシャツ。
- Warning! Shibuya Burrning!!

### P.O.P×Pinky st. ワンピーストリート
ONE PIECEのフィギュアシリーズ「Portrait.Of.Pirates」とのコラボレーション。販売元：メガハウス。
- P.O.P×Pinky：st ワンピーストリート ナミ（2019年11月下旬発送予定）[1]

## アニメーション版

### 製作
アニメ「ピンキーストリート」では、サキ、メイ、ケイイチロウのキャラクターに3DCGアニメーションが作成ある。これらの3DCGアニメーションパートはMayaで作成され、Mental rayでレンダリングある。

### 概要
ピンキーストリートを愛好するメイ、ケイイチロウがサキに誘われてピンキーストリートの世界に行くという物語で、メイとケイイチロウのそれぞれ2つのエピソードに分かれている。完全限定生産特典として、エピソード：メイにはSWEETサキ（天使コスチューム）、エピソード：ケイイチロウにはBITTERサキ（悪魔コスチューム）のピンキーが付属する。また、ジャケットの違いでハッピーver.とラッキーver.がある。

### 登場キャラクター・声の出演
- サキ：広橋涼
- メイ：斎藤千和
- ケイイチロウ：間島淳司
- ルウ：辻あゆみ
- ラン：白石涼子
- ノリコ：伊藤静
- ヨシハル：近藤孝行
- ママ：早水リサ
- パパ：間島淳司

### スタッフ
- 監督・絵コンテ・演出 - 川口敬一郎
- シリーズ構成・脚本 - 長谷見沙貴
- キャラクターデザイン・作画監督 - 島田さとし
- 美術監督 - 高橋麻穂
- 色彩設計 - 大橋朝子
- 撮影監督 - 佐藤正人
- 編集 - 田熊純
- 音楽 - 高取ヒデアキ、籠島裕昌
- 音響監督 - 本山哲
- 3D制作 - SOFA STUDIO
- アニメーションプロデュース - GONZO・GONZINO
- 製作 - GSI Creos、GDH

### 主題歌
オープニングテーマ「レッツゴぉ〜♪ピンキーストリート」
作詞 - 柚木美祐 / 作曲 - 高取ヒデアキ / 編曲 - 籠島裕昌 / 歌 - 森麻花
エンディングテーマ「ピース☆でbye-bye」
作詞 - 柚木美祐 / 作曲 - 高取ヒデアキ / 編曲 - 籠島裕昌 / 歌 - 森麻花

## ゲーム版

### ピンキーストリート キラキラ☆ミュージックアワー
突然ライブハウスを任された主人公・「プッチ」が、他のライブハウスの代表たちとのダンス勝負で、レインボーシティのNo.1を目指すストーリー。勝負で勝つと各種のパーツが手に入り、本物のピンキーと同様に着せ替えが楽しめる。
初回限定版には「プッチ」のピンキーと紙製のステージが付属する。
着せ替え＋ダンスという点で『オシャレ魔女♥ラブandベリー DSコレクション』と比較されがちだが、ラブandベリーがアーケード版同様に着せ替えの比重が大きいのに対して、こちらは衣装は勝敗にあまり影響せずダンスが主で、音ゲーの要素が強い。
ゲームに使用されたBGMのCDが主人公のライバル「イービル」のピンキー付属で市販される予定だったが、諸般の事情により、CDはWEB通販のみとなり、限定ピンキーはCD購入者に後から販売された。

### ピンキーストリート キラキラ☆ミュージックナイト
前作で主人公のライバル役として登場した「イービル」を主人公にした、シリーズ第二弾。
前作からキャラクターや舞台、ゲームシステムなどを受け継いだ作りになっているが、曲は全部新曲が収録されており、キャラクターやジャンル、着せ替えアイテムなどを追加し、システム周りを改善したものになっている。
初回限定版にはイービルのフィギュアが付属する。
本作の発売に合わせて、前作とセットにした廉価版「ピンキーストリート キラキラ☆レインボーパック」も発売された。

## 関連書籍
- 『ピンキーストリート・イン・タウン Vol.1』 ISBN 4902314592
- 『あっちこっちピンキーストリート』 ホビージャパンMOOK ISBN 4894253402
- 『ピンキーストリートへいこう! STREET 1』（初回スペシャルボックス版） ISBN 490268800X
- 『ピンキーストリートへいこう! STREET 1』 ISBN 4925148575
- 『Pinky:st ミッシィコミックス』 おおぞら笑コミックス・シリーズ ISBN 4776712903
- 『Pinky:st 2 ミッシィコミックス』 おおぞら笑コミックス・シリーズ ISBN 4776713616
- 『Pinky:comic』ワニブックス ヤスダスズヒト・著 ISBN 4847035216

## 類似製品
日付は発売開始時期。（）内は発売元。
- 2000年4月 - KUBRICK（メディコム・トイ）
- 2002年 - Minimates（Art Asylum）
- 2004年 - AvADoll（ibravo）
- 2005年5月25日 - フィギュメイト（コナミ）
- 2005年12月 - 3Dデザインフィギュア（ハピネットロビン）
- 2006年1月25日 - キャラクタースタジオ（メガハウス）
- 2006年2月19日 - ねんどろいど（グッドスマイルカンパニー）
- 2006年5月 - トリコレ！（バンダイ）